# Castanheiras
Castanheiras är en kommun i Brasilien.   Den ligger i delstaten Rondônia, i den centrala delen av landet, 1 600 km väster om huvudstaden Brasília. Antalet invånare är 3 581.
Omgivningarna runt Castanheiras är huvudsakligen savann. Runt Castanheiras är det mycket glesbefolkat, med 4 invånare per kvadratkilometer.